# Trzech wesołych pielęgniarzy
Trzech wesołych pielęgniarzy (ang. Disorderlies) – film amerykański z 1987 roku, z członkami zespołu hip-hopowego The Fat Boys i Ralphem Bellamym w roli głównej.

## Opis fabuły
Trzej pielęgniarze: Markie (Mark Morales), Buffy (Darren Robinson) i Kool (Damon Wimbley), zupełnie nie nadają się do sprawowania opieki nad pacjentami, są nieodpowiedzialni i niezdarni. W rezultacie kierownictwo kliniki, w której pracują, zamierza ich zwolnić z pracy. Wkrótce nieoczekiwanie otrzymują propozycję pracy z West Palm Beach na Florydzie od Winslowa Lowry'ego siostrzeńca ciężko chorego miliardera, Alberta Dennisona (Ralph Bellamy), który celowo zatrudnił nieudolnych pielęgniarzy, by przyspieszyć śmierć wuja, by przejąć po nim spadek. Jednak pielęgniarze powodują, że dzięki ich dobrodusznym wybrykom starszy mężczyzna odzyskuje energię i radość życia. Wkrótce pielęgniarze dowiadują się o planie siostrzeńca mężczyzny i za wszelką cenę próbują zatrzymać posadę.

## Obsada
- Mark Morales – Markie
- Darren Robinson – Buffy
- Damon Wimbley – Kool
- Ralph Bellamy – Albert Dennison
- Anthony Geary – Winslow Lowry, siostrzeniec Alberta Dennisona
- Tony Plana – Miguel
- Marco Rodríguez – Luis Montana
- Helen Reddy – wesoła towarzyska
- Sam Chew Jr. – lekarz
- Ray Parker Jr. – dostawca pizzy
- Robert V. Barron – dyrektor domu pogrzebowego

## Produkcja
Koszt produkcji filmu wynosi 10,348,437 dolarów.

## Miejsca akcji
- Los Angeles, Stany Zjednoczone
- West Palm Beach, Stany Zjednoczone[2]